# Josip Manolić
Josip Manolić (22. března 1920,  Kalinovac – 15. dubna 2024, Záhřeb) byl chorvatský politik. 
Od 24. srpna 1990 do 17. července 1991 byl premiérem Chorvatska, jakožto představitel konzervativního Chorvatského demokratického společenství. Za jeho vlády Chorvatsko formálně vyhlásilo nezávislost. Byl nejstarším premiérem v historii novodobého Chorvatska (70–71 let). V letech 1993–1994 byl předsedou horní komory chorvatského parlamentu. Za komunistického režimu byl vysokým důstojníkem tajné policie UDBA.